# Отъяссы

Мемориал погибшим в Великой Отечественной войне

Отъя́ссы — село в Сосновском районе Тамбовской области России.

## География
Село расположено в северной части Тамбовской области примерно в 1 километре от автодороги А143, примерно в 3 километрах от реки Цна, примерно в 18 километрах от районного центра и примерно в 58 километрах от областного центра (все расстояния указаны по прямой).

## Описание
В селе насчитывается 17 улиц, средняя школа (4 филиала, на 2013 год обучается 367 учеников), мемориал погибшим в Великой Отечественной войне.

## История
Археологи обнаруживают на месте села поселение эпохи бронзы, а также городище эпохи раннего железа «Пчеляй» (VIII—X веков, в 1939 году обследовалось П. П. Ивановым), мордовское поселение и могильник, а затем и русское поселение. Городище расположено на открытом, возвышенном месте у берега реки, имеет два культурных слоя: нижний, городецкий и верхний, древне-мордовский. Городище имеет сложные двойные укрепления. Поселение располагается на мысу, который отделён линией валов и рвов, которые формируют замок, цитадель. За стенами замка располагается посад, который, в свою очередь, был отделён дополнительной линией укреплений. Со стороны Цны обрыв высотой до 15 — 20 м, городище здесь представляло собой невысокую деревянную ограду. В то же время основная часть городища была окружена двойной линией вала: один вал высотой до 1,5 м, а второй по кривой огибал городище со стороны леса. По валу проходила деревянная стена из заострённых брёвен. За валом проходил неглубокий ров шириной 3 м и глубиной до 1 м. На некотором расстоянии далее проходил внешний вал. На обоих валах были установлены деревянные въездные ворота с подъемными мостами. Такая конструкция крепости позволяла выдерживать длительную осаду. Люди племён городецкой культуры жили в круглых, квадратных или прямоугольных землянках и полуземлянках, их полы были утрамбованы и обмазаны глиной. Вдоль стен находились земляные или деревянные нары, а в центре каждой землянки был каменный очаг.
Впервые деревня Отъяссы упоминается в переписи хлебов  (переписном акте намолоченого хлеба Тамбовского уезда новоприписного Саввы-Сторожевского монастыря Мамонтовой пустыни) за 1669 г. Таким образом, деревня относилась к Мамонтовой пустыни (село Мамонтово), и вместе с ней являлась вотчиной Звенигородского Саввино-Сторожевского монастыря. Как следствие, и многие крестьяне были изначально переселены сюда из разных монастырей (в частности, Звенигородского, Шацкого и Рязанского уездов). В 1782 году в ней проживали экономические крестьяне в количестве 1957 человек. В 1797 году Отъяссы были подарены Павлом I своему любимцу, графу Ивану Павловичу Кутайсову, но тот в 1807 году выселил из деревни большинство отъясских крестьян на освоение новых земель — ныне территория Сампурского района той же Тамбовской области. После смерти Павла Ивановича Кутайсова в 1845 г. эти земли было проданы герцогу Максимилиану Лейхтенбергскому.
В 1902 году в Отъяссах построили церковь, в связи с чем поменялся статус с деревня на село.
Во время Тамбовского восстания у села Отъяссы 17 февраля 1921 года произошло столкновение повстанцев с отрядом красных численностью 150 человек, отряд красных был разгромлен, повстанцы взяли в плен 118 красноармейцев, были захвачены винтовки и патроны.